# Makiyakinabe

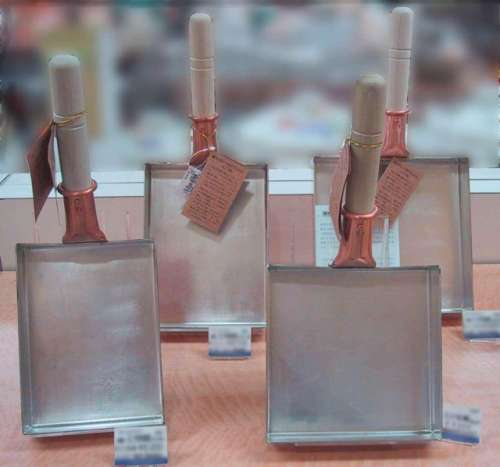
Makiyakinabe: Izquierda: tipo Kansai Derecha: tipo Kanto.

El makiyakinabe (Japonés: 巻き焼き鍋; まきやきなべ, literalmente: enrollar-hornear-sartén) o tamagoyakiki (玉子焼き器; たまごやきき, literalmente: utensilio para hacer tortillas) es una sartén cuadrada o rectangular para hacer tortillas enrolladas de estilo japonés llamadas tamagoyaki.
En la comida japonesa las tortillas enrolladas se hacen como tortillas delgadas rectangulares y después se enrollan en un cubo largo o cilíndrico usando los saibashi. Para obtener un rollo con un diámetro constante, la tortilla delgada debe ser rectangular. Para obtener esta forma, se usa una cazuela especial rectangular para freír.

## Dimensiones
Las cazuelas suelen tener un ancho de 10 a 35 cm, y están hechas de cobre estañado, aluminio o de hierro moldeable. El mejor tipo de cazuela es el de cobre bañado con estaño, aunque se debe tener mucho cuidado con la cazuela debido al bajo punto de derretimiento del estaño. Una cazuela cubierta de teflón, más barata, puede estar disponible en muchas tiendas. La profundidad de las cazuelas son usualmente de 3 cm a 4 cm. Su peso oscila entre 0.5 kg a 2.5 kg.
Hay tres tipos de makiyakinabe: Tipo Kanto, tipo Kansai y tipo Nagoya. Las cazuelas tipo Kanto son cuadrados; los tipo Kansai son rectangulares, largos y delgados; y los tipo Nagoya son rectangulares, cortos y gruesos.
- Tipo Kanto
  - Ancho: 10 cm a 30 cm; usualmente de 15 a 25 cm
- Tipo Kansai
  - Ancho: 10 cm a 30 cm; usualmente de 15 a 25 cm
  - Largo: 15 cm a 35 cm; usualmente hasta 1.5 veces el ancho
- Tipo Nagoya
  - Ancho: 15 cm a 35 cm
  - Largo: 10 cm a 30 cm; usualmente de 15 a 25 cm

## La tapa
El makiyakinabe se usa generalmente con una tapa gruesa de madera para ayudar a voltear la tortilla. Opcionalmente también puede usarse una bandeja de madera como tapa.

## Usos
En Japón, las personas siempre usan una cazuela redonda para preparar sus tortillas de arroz.
El tamagoyaki (tortilla japonesa) es también un ingrediente común para el sushi. Los huevos, mezclados con pasta de camarón y algunas veces pasta de ñame, es calentado en la cazuela hasta que se moldee.
- Datos: Q1454117